# Святошинська вулиця (Київ)
Свято́шинська ву́лиця — вулиця у Святошинському районі міста Києва, місцевість Святошин. Пролягає від Чорнобаївської площі до Жмеринської вулиці.
Прилучаються вулиці Горенська, Верховинна, Михайла Котельникова і Святошинський провулок.

## Історія
Вулиця виникла в першій чверті XX століття, під назвою (3-тя) Вокзальна (від розташованої поблизу залізничної станції Святошин). Простягалася до кінця забудови поблизу теперішньої вулиці Михайла Котельникова. З 1955 року набула назву Пінська, на честь білоруського міста Пінськ. Сучасна назва — з 1962 року, від місцевості Святошин, через яку вона проходить. У другій половині 1960-х років Святошинську вулицю переплановано і продовжено до сучасних розмірів.

## Забудова
З непарного боку на наприкінці вулиця забудована промисловими будівлями та складами. Наприкінці вулиці залишилось кілька одно- та двоповерхових будинків початку XX століття (№ 29). Серед житлової забудови — багатоповерхівки 1980-х років та триповерхові будинки 1950-х років

## Установи та заклади
- Український науково-дослідний і навчальний центр проблем стандартизації, сертифікації та якості (буд. № 2).
- Офіс комунального підприємства «Святошинське лісопаркове господарство» (буд. № 24).